# Elaeocarpus apoensis
Elaeocarpus apoensis là một loài thực vật có hoa trong họ Côm. Loài này được Elmer mô tả khoa học đầu tiên năm 1911.